# 2M1510
2M1510 (الاسم الكامل: 2MASS J15104761–2818234) هو نظام ثلاثي (أو رباعي محتمل) من نجوم الأقزام البُنية المرتبطة المشتركة بالجاذبية، يتكون النظام من الثنائي الكسوفي 2M1510AB والعنصر الثالث البعيد 2M1510C، تم تحديد 2M1510AB على أنهما ثنائي كسوفي عند تحليل بيانات أول ضوء لتلسكوبات بسيكولوس [الإنجليزية]، وهذا هو ثنائي الأقزام البنية الكسوفي الثاني الذي تم إكتشافه، يقع النظام على بُعد 120 سنة ضوئية عن الأرض في كوكبة الميزان.

## نظرة عامة
تفصل مسافة بين الثنائي 2M1510AB والعنصر الثالث 2M1510C بحوالي 250 وحدة فلكية، ما يجعل النظام ظاهريًا يبدو وكأنه ثنائي في بيانات المسح الثنائي الميكروي للسماء، ويتكون العنصر الأول الظاهري من النظام من ثنائي القزمين 2M1510A و2M1510B، ولا يُعد 2M1510AB ثنائيًا كسوفيًا فقط، بل أيضًا ثنائي طيفي مزدوج الخطوط، وقد تم اثبات ذلك من خلال المراقبة اللاحقة باستخدام تلسكوب كيك II.
حيث أظهرت المراقبة بإستخدام كيك II والمقراب الكبير جدًا UT2 أن كل من القزمين 2M1510A و2M1510B يمتلكان كتلًا متقاربة جدًا، مُشكليّن ما يعرف اصطلاحًا "ثنائي متقارب الكتلة"، حيث تُقدّر كتلة 2M1510A بحوالي 40 MJ ، بينما تبلغ كتلة 2M1510B حوالي 39 MJ، ويكمل هذان النجمان دورة كاملة حول بعضهما كل 20.9 يوم.
إضافةً إلى ذلك، تُظهر بيانات SINFONI المقراب الكبير جدا أن مصدر 2M1510AB له دالة توزيع نقطي ممتدة، مما قد يشير الى وجود عنصر رابع في النظام يُشار باسم 2M1510D، تُقدّر كتلة 2M1510D بـ 17.68+4.20
−2.10 MJ ، يبعد حوالي 4.4 وحدة فلكية عن الثاني 2M1510AB، ويدور حول الثنائي الكسوفي مرة كل 30 سنة، لكن لا يزال هذا غير مثبت.

## العمر
يمتلك الثنائي الكسوفي 2M1510AB خطوط إنبعاث هيدروجين-ألفا مع جاذبية سطح منخفضة وهذه تمثل إشارة على أنه نظام يافع نسبيًا بعمر 45±5 مليون سنة.

## دليل قوي لوجود كوكب

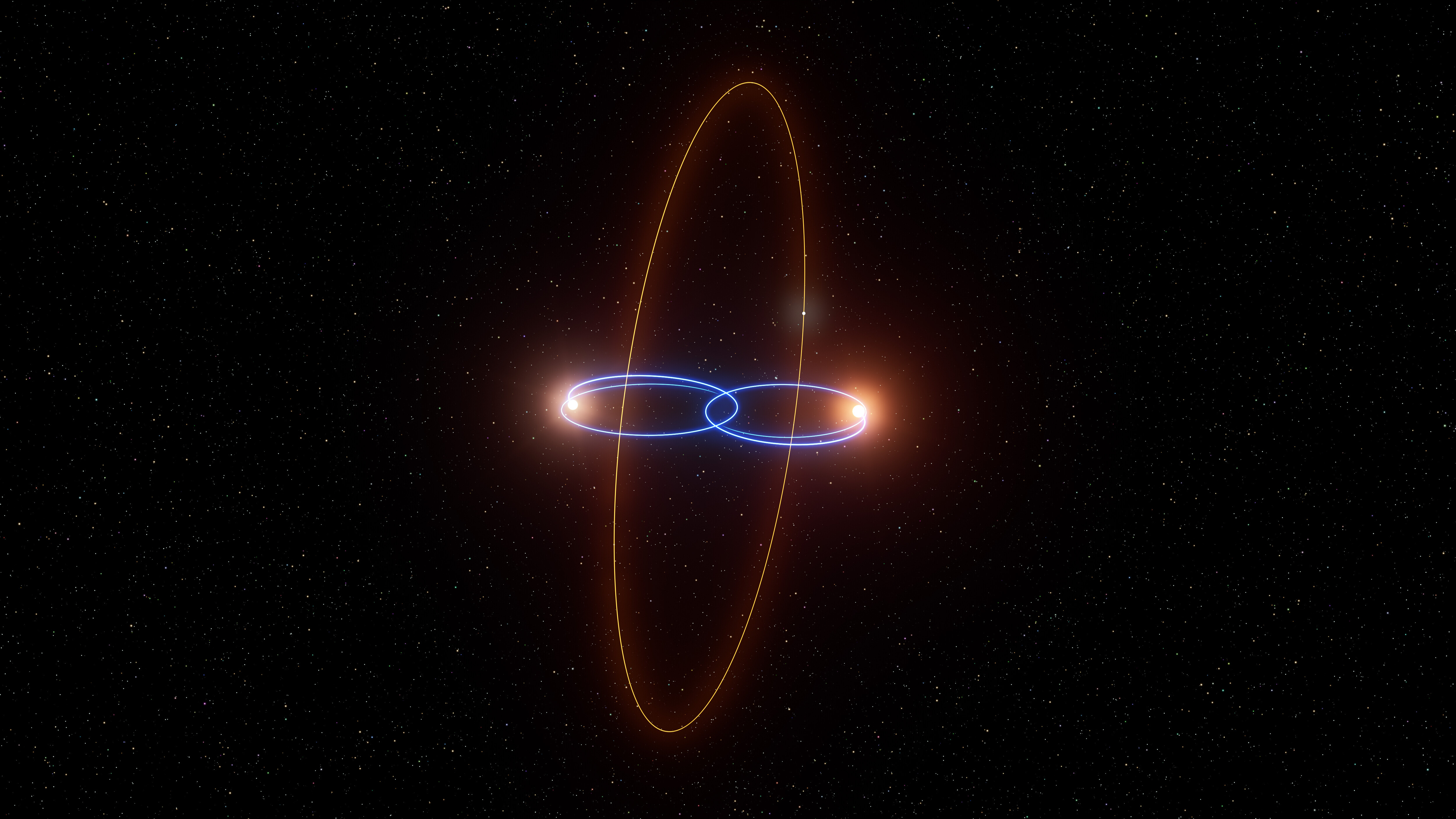
صورة فنيّة لما يبدو عليه المدار العمودي للكوكب المكتشف (باللون البرتقالي) حول ثنائي الأقزام البنية 2M1510AB (باللون الأزرق).

في أبريل 2025، أعلن علماء الفلك وباستخدام أداة UVES التابعة للمرصد الأوروبي الجنوبي على المقراب الكبير جدًا، عن وجود دليل قوي للغاية على وجود كوكب يدور حول ثنائي الأقزام البنية 2M1510AB، وقد أُطلق على الكوكب اسم 2M1510(AB)b، أو ببساطة 2M1510b.
لكن يتميز مدار هذا الكوكب بأن له مدار قطبي حول الثنائي، وهذه هي أول حالة يتم اكتشافها لكوكب له مدار من هذا النوع، وقد تم التوصل إلى هذا الاكتشاف من خلال قياسات السرعة الشعاعية، والتي أظهرت وجود حركة تراجعية للمبادرة المدارية [الإنجليزية] في مدار الثنائي، وهو ما لم يكن بالإمكان تفسيره بوجود العنصر الثالث وحده.
في الوقت الحالي، تظهر علاقة بين فترة دوران الكوكب وكتلته، فمثلاً إذا كانت فترة الدوران بحدود 100 يوم، فإن الكتلة المقدرة للكوكب تكون نحو 10 M🜨 أما إذا كانت فترة الدوران حوالي 400 يوم، فقد تصل الكتلة إلى حدود 100 M🜨، لا يزال هناك الحاجة الى المزيد من الأرصاد لتأكيد وجود الكوكب وكسر العلاقة بين كتلته وفترة دورانه.

## طالع أيضًا
- نجم ثنائي
- نجم متعدد
- قزم بني
- الكواكب الخارجية
- كوكب غير شمسي